# Tanjong Rengkam
Tanjong Rengkam is een bestuurslaag in het regentschap Aceh Utara van de provincie Atjeh, Indonesië. Tanjong Rengkam telt 497 inwoners (volkstelling 2010).